# Olivér Várhelyi
Olivér Várhelyi (Szeged, 22 de marzo de 1972) es un abogado y diplomático húngaro que desde 2019 ocupa el cargo de comisario europeo de Vecindad y Ampliación, durante el mandato de la Comisión liderada por Ursula von der Leyen.

## Biografía
Várhelyi obtuvo un máster en Estudios Jurídicos Europeos por la Universidad de Aalborg, en Dinamarca, en 1994, y la licenciatura en Derecho en la Universidad de Szeged, en 1996. En 2005 aprobó el examen de abogacía.
Comenzó su carrera en la administración pública húngara en 1996 en el Ministerio de Industria y Comercio. Después pasó al Ministerio de Asuntos Exteriores, donde se encargó de la adaptación al acervo de la UE. De 1998 a 2001 fue jefe de gabinete del jefe de la unidad jurídica del ministerio. Después se trasladó a Bruselas, a la misión húngara ante la UE, como asesor jurídico y luego jefe del servicio jurídico hasta 2006, tras la adhesión de Hungría a la Unión.
Durante dos años, fue jefe del departamento de Derecho de la Unión Europea en el Ministerio de Justicia húngaro. De 2008 a 2011 fue brevemente jefe de unidad en la Comisión Europea, a cargo de los derechos de propiedad industrial en la Dirección General de Mercado Interior y Servicios.
A continuación, regresó al servicio exterior húngaro, prestando servicio a partir de 2011 como jefe adjunto y, posteriormente, a partir de 2015, como jefe de la Representación Permanente en Bruselas, con el rango de embajador extraordinario y plenipotenciario. En su función de embajador ante la Unión Europea, se le consideraba muy leal a Orbán, a pesar de no tener ninguna afiliación partidista formal. A pesar de que se le consideraba muy inteligente y con grandes conocimientos, su estilo ha sido descrito como "increíblemente grosero", con "un estilo de liderazgo abrasivo que ha incluido gritos, chillidos e insultos a los empleados", además de adoptar un enfoque más combativo en las reuniones de embajadores que otros representantes permanentes.
En 2019, Várhelyi fue nombrado por el primer ministro húngaro, Viktor Orbán, para el puesto de comisario europeo de Hungría en la Comisión Von der Leyen, después de que el Parlamento Europeo rechazara a su primer designado, László Trócsányi. Se le confió la cartera de Vecindad Europea y Ampliación. Su nombramiento fue saludado por antiguos aliados de Orbán, como el presidente de Serbia, Aleksandar Vučić, y el líder serbobosnio, Milorad Dodik, y fue criticado por varios observadores y expertos en la ampliación. En su comparecencia en el Parlamento, Várhelyi no reunió dos tercios de los votos, por lo que fue sometido a una ronda adicional de preguntas escritas de los eurodiputados.